# 605 v.Chr.

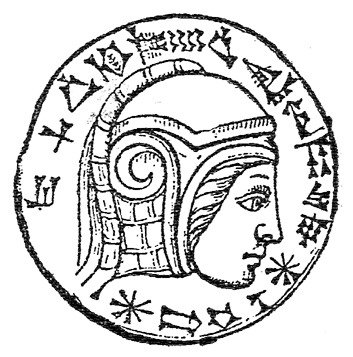
Nebukadnezar II (r. 605 - 562 v.Chr.)

Het jaar 605 v.Chr. is een jaartal volgens de christelijke jaartelling.

## Gebeurtenissen

### Babylonië
- Slag bij Karkemish: Kroonprins Nebukadnezar II verslaat farao Necho II in een veldslag bij de rivier Eufraat.
- Nebukadnezar II laat zich in Babylon tot koning kronen, de Babyloniërs bezetten het Syrische grondgebied.

### Griekenland
- Aristocles wordt benoemd tot archont van Athene.

## Overleden
- Nabopolassar, koning van het Babylonische Rijk